# Jack Purcell
John Edward Purcell, detto Jack (Guelph, 24 dicembre 1903 – Toronto, 10 giugno 1991), è stato un giocatore di badminton canadese.
È stato due volte vincitore del Campionato Nazionale Canadese di Badminton (Canadian National Badminton Championships) nel 1929 e 1930, e nominato campione del mondo nel 1933. Nel 1945 si ritirò dalla carriera per dedicarsi all'attività di broker.

## Scarpe

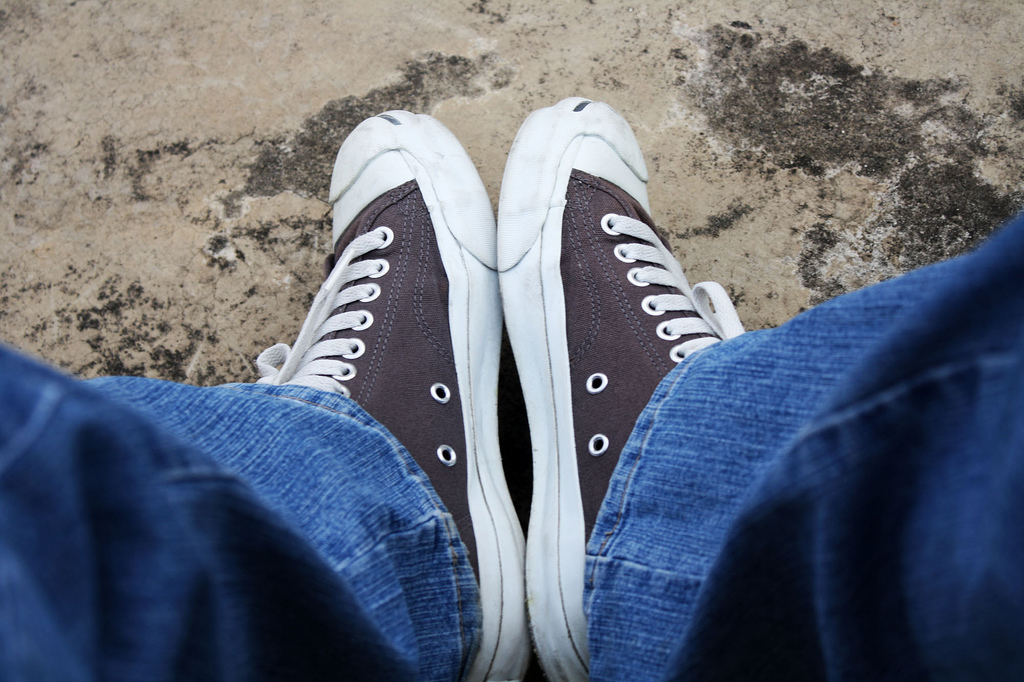
Un paio di Converse Jack Purcell

Nel 1935 Purcell progettò un modello di scarpe sportive ancora popolari al giorno d'oggi che portano il suo nome, le Converse Jack Purcell.